# São Francisco Xavier (Lissabon)
São Francisco Xavier is een voormalige freguesia (plaats) in de Portugese gemeente Lissabon. Het maakt deel uit van de freguesia Belém en telt 8.020 inwoners (2011).
Ajuda · 
Alcântara · 
Alvalade (Alvalade · Campo Grande · São João de Brito) · 
Areeiro (Alto do Pina · São João de Deus) · 
Arroios (Anjos · Pena · São Jorge de Arroios) · 
Avenidas Novas (Nossa Senhora de Fátima · São Sebastião da Pedreira) · 
Beato · 
Belém (Santa Maria de Belém · São Francisco Xavier) · 
Benfica · 
Campo de Ourique (Santa Isabel · Santo Condestável) · 
Campolide · 
Carnide · 
Estrela (Lapa · Prazeres · Santos-o-Velho) · 
Lumiar · 
Marvila · 
Misericórdia (Encarnação · Mercês · Santa Catarina · São Paulo) · 
Olivais · 
Parque das Nações · 
Penha de França (Penha de França · São João) · 
Santa Clara (Ameixoeira · Charneca) · 
Santa Maria Maior (Castelo · Madalena · Mártires · Sacramento · Santa Justa · Santiago · Santo Estêvão · São Cristóvão e São Lourenço · São Miguel · São Nicolau · Sé · Socorro) · 
Santo António (Coração de Jesus · São José · São Mamede) · 
São Domingos de Benfica · 
São Vicente (Graça · Santa Engrácia · São Vicente de Fora)